# 메데스키 마틴 앤 우드
《메데스키 마틴 앤 우드》(Medeski Martin & Wood 또는 MMW)는 미국의 3인조 밴드이다.